# أندريا رومانيولي
أندريا رومانيولي هو لاعب كرة قدم إيطالي في مركز حراسة المرمى، ولد في 29 يوليو 1998 في تشيفيتافيكيا في إيطاليا. لعب مع نادي روما.

## وصلات خارجية
- أندريا رومانيولي على موقع الاتحاد الأوربي (الإنجليزية)
- أندريا رومانيولي على موقع إي إس بي إن إف سي (الإنجليزية)
- أندريا رومانيولي على موقع قاعدة بيانات كرة القدم.إي يو (الإنجليزية)
- أندريا رومانيولي على موقع Soccerbase.com (لاعب) (الإنجليزية)
- أندريا رومانيولي على موقع Soccerway.com (الإنجليزية)
- أندريا رومانيولي على موقع عالم كرة القدم.نت (الإنجليزية)
- أندريا رومانيولي على موقع AS.com (الإسبانية)